# Mary Windsor
Victoria Alexandra Alice Mary Windsor (Sandringham, Norfolk, 25 april 1897 — Harewood, West Yorkshire, 28 maart 1965) was een lid van de Britse koninklijke familie. Ze was de zesde prinses met de titel Princess Royal.

## Jeugd
Prinses Mary werd geboren  in het York Cottage op het landgoed van Sandringham House. Ze was het derde kind en enige dochter van prins George, hertog van York (de latere koning George V) en Mary, hertogin van York (de latere koningin Mary). Prinses Mary’s vader was de zoon van de toenmalige prins van Wales, Eduard (de latere koning Eduard VII), en dus een kleinzoon van koningin Victoria. Als achterkleindochter van de regerende vorst kreeg Mary bij haar geboorte de titel Hare Hoogheid Prinses Mary van York. In 1898 besloot de koningin echter dat de kinderen van de hertog en hertogin van York de aanspreektitel Koninklijke Hoogheid zouden dragen. Mary werd hierdoor Hare Koninklijke Hoogheid Prinses Mary van York. Bij haar geboorte was Mary vijfde in lijn voor troonopvolging, na haar grootvader Eduard, vader George en broers Eduard (latere koning Eduard VIII) en Albert (latere koning George VI).
De prinses werd gedoopt op 7 juni in een kerk in de buurt van Sandringham door William Dalrymple Maclagan, aartsbisschop van York. De doopgetuigen waren koningin Victoria, haar grootouders Eduard en Alexandra, koning George I van Griekenland, haar andere grootvader Frans van Teck en haar tante Victoria Alexandra. Haar doopnaam was Victoria Alexandra Alice Mary, waarvan de laatste ook haar roepnaam was. Ze was vernoemd naar koningin Victoria (haar overgrootmoeder), prinses Alexandra (haar grootmoeder) en hertogin Mary van Teck (haar andere grootmoeder).
Mary kreeg les van een gouvernante, maar volgde sommige lessen met haar broers Eduard, Albert en Henry. Ze leerde de talen Duits en Frans vloeiend spreken en ontwikkelde een passie voor paarden, die ze haar leven lang zou behouden. Haar eerste officiële optreden was bij de kroning van haar ouders tot koning George V en koningin Mary in 1911.
Tijdens de Eerste Wereldoorlog bezocht prinses Mary o.a. ziekenhuizen met haar moeder. Ook had ze haar eigen project, het “Princess Mary’s Christmas Gift Fund”, dat tijdens de Kerstmis van 1914 cadeaus ter waarde van £100,000 gaf aan Britse soldaten en matrozen. Ze volgde in 1918 ook een verpleegsterscursus en ging werken in ziekenhuis. Ze kreeg voor haar werk met veel onderscheidingen en ereaanstellingen bij o.a. het Rode Kruis, het legerregiment “The Royal Scots” en de Verbindingsdienst.

## Huwelijk
Prinses Mary trad op 28 februari 1922 in de Westminster Abbey in het huwelijk met Henry V Lascelles. Mary en Henry vestigden zich in Yorkshire, eerst in Goldborough House en later in Harewood House. Ze kregen twee zoons: 
- George Henry Hubert Lascelles, 7de graaf van Harewood (7 februari 1923 - 11 juli 2011)
- Gerald David Lascelles (21 augustus 1924 - 27 februari 1998)

## Princess Royal
In 1929 volgde Mary’s echtgenoot zijn vader op als de zesde graaf van Harewood, burggraaf Lascelles en baron Harewood. Hun oudste zoon George kreeg hierop de titel van burggraaf Lascelles. In 1931 schonk koning George V zijn enige dochter de titel Princess Royal.
De prinses was erg hecht met haar oudste broer Eduard, de latere koning Eduard VIII, die David genoemd werd binnen zijn familie. Na de crisis rondom zijn aftreden in december 1936 woonden Mary en haar echtgenoot een tijdje in de buurt van Wenen bij Eduard, die de titel Hertog van Windsor had gekregen. In 1947 weigerde ze ook aanwezig te zijn bij de bruiloft van haar nichtje Elizabeth (de latere koningin Elizabeth II) met Philip Mountbatten, omdat haar broer niet was uitgenodigd.
Ook tijdens de Tweede Wereldoorlog bezocht de prinses verschillende legereenheden en bekleedde ze een aantal erefuncties. In 1956 werd ze zelfs gepromoveerd tot de ererang van generaal in het Britse leger en in 1949 werd er een regiment naar haar genoemd.
Na de dood van haar echtgenoot in 1947 woonde ze met haar zoon en diens gezin op Harewood House. Ze bleef nog altijd officiële verplichtingen voldoen in binnen- en buitenland. Ze was aanwezig bij de kroning van koningin Elizabeth II in 1953 en was namens de koningin bij de onafhankelijkheidsvieringen van Trinidad en Tobago in 1962 en Zambia in 1964. Een van haar laatste officiële optredens was bij de begrafenis van koningin Louise van Zweden in 1965, waar ze namens de koningin aanwezig was.
De Princess Royal kreeg in datzelfde jaar een fatale hartaanval tijdens een wandeling met haar zoon en zijn kinderen op het landgoed van Harewood House. Ze werd daar ook begraven na een privé-ceremonie in York Minster. Prinses Mary stierf op 67-jarige leeftijd en heeft zes vorsten meegemaakt.

## Titels
- Hare Hoogheid Prinses Mary van York (1897-1898)
- Hare Koninklijke Hoogheid Prinses Mary van York (1898-1901)
- Hare Koninklijke Hoogheid Prinses Mary van Cornwall en York (januari tot november 1901)
- Hare Koninklijke Hoogheid Prinses Mary van Wales (1901-1910)
- Hare Koninklijke Hoogheid De Prinses Mary (1910-1922)
- Hare Koninklijke Hoogheid De Prinses Mary, Burggravin Lascelles (1922-1929)
- Hare Koninklijke Hoogheid De Prinses Mary, Gravin van Harewood (1929-1932)
- Hare Koninklijke Hoogheid De Princess Royal (1932-1965)

De prinses werd geboren met de titel Hare Hoogheid Prinses Mary van York, maar een jaar na haar geboorte besloot koningin Victoria dat ze de aanspreektitel Koninklijke Hoogheid kreeg. Na de dood van de koningin en de troonsbestijging van haar grootvader was haar vader voor korte tijd hertog van Cornwall en hertog van Cornwall en York, waardoor ze prinses Mary van Cornwall en York werd. Later kreeg hij echter de gebruikelijke titel prins van Wales als oudste zoon van de regerende vorst en werd ze prinses Mary van Wales. Toen haar vader de Britse troon besteeg werd ze HKH De Prinses Mary. Na haar huwelijk kwamen daar de titel van haar echtgenoot bij, die later Graaf van Harewood werd. Dit veranderde weer, toen haar vader Mary tot Princess Royal benoemde. Toen werd ze HKH De Princess Royal. Ondanks al deze verschillende titels en namen hield de prinses het zelf gewoon bij “Mary”.
Ze droeg ook nog verschillende eretitels, zoals “Dame Grootkruis in de Orde van het Britse Rijk“ (GBE), waarvan ze vervolgens de betreffende letters achter haar naam mocht zetten.

## Kwartierstaat (voorouders)
| Albert van Saksen-Coburg en Gotha (1819-1861) | Albert van Saksen-Coburg en Gotha (1819-1861) | Albert van Saksen-Coburg en Gotha (1819-1861) | Albert van Saksen-Coburg en Gotha (1819-1861) | Albert van Saksen-Coburg en Gotha (1819-1861)       | Albert van Saksen-Coburg en Gotha (1819-1861)       | Victoria van het Verenigd Koninkrijk (1819-1901)    | Victoria van het Verenigd Koninkrijk (1819-1901)    | Victoria van het Verenigd Koninkrijk (1819-1901)    | Victoria van het Verenigd Koninkrijk (1819-1901)    | Victoria van het Verenigd Koninkrijk (1819-1901) | Victoria van het Verenigd Koninkrijk (1819-1901) |                                                   |                                                   | Christiaan IX van Denemarken (1818-1906)          | Christiaan IX van Denemarken (1818-1906)          | Christiaan IX van Denemarken (1818-1906)          | Christiaan IX van Denemarken (1818-1906)          | Christiaan IX van Denemarken (1818-1906) | Christiaan IX van Denemarken (1818-1906) | Louise van Hessen-Kassel (1817-1898) | Louise van Hessen-Kassel (1817-1898) | Louise van Hessen-Kassel (1817-1898) | Louise van Hessen-Kassel (1817-1898) | Louise van Hessen-Kassel (1817-1898) | Louise van Hessen-Kassel (1817-1898) |  |  | Alexander van Württemberg (1804-1885) | Alexander van Württemberg (1804-1885) | Alexander van Württemberg (1804-1885) | Alexander van Württemberg (1804-1885) | Alexander van Württemberg (1804-1885) | Alexander van Württemberg (1804-1885) | Claudine Rhédey van Kis-Rhéde (1812-1841) | Claudine Rhédey van Kis-Rhéde (1812-1841) | Claudine Rhédey van Kis-Rhéde (1812-1841) | Claudine Rhédey van Kis-Rhéde (1812-1841) | Claudine Rhédey van Kis-Rhéde (1812-1841) | Claudine Rhédey van Kis-Rhéde (1812-1841) |                             |                             | Adolf van Cambridge (1774-1750) | Adolf van Cambridge (1774-1750) | Adolf van Cambridge (1774-1750)          | Adolf van Cambridge (1774-1750)          | Adolf van Cambridge (1774-1750)          | Adolf van Cambridge (1774-1750)          | Augusta van Hessen-Kassel (1797-1889)    | Augusta van Hessen-Kassel (1797-1889)    | Augusta van Hessen-Kassel (1797-1889) | Augusta van Hessen-Kassel (1797-1889) | Augusta van Hessen-Kassel (1797-1889) | Augusta van Hessen-Kassel (1797-1889) |  |  |  |  |  |  |  |  |  |  |  |  |  |  |  |  |  |  |  |  |  |  |  |  |  |  |  |  |  |  |  |  |  |  |  |  |  |  |  |  |  |  |  |  |  |  |  |  |
| Albert van Saksen-Coburg en Gotha (1819-1861) | Albert van Saksen-Coburg en Gotha (1819-1861) | Albert van Saksen-Coburg en Gotha (1819-1861) | Albert van Saksen-Coburg en Gotha (1819-1861) | Albert van Saksen-Coburg en Gotha (1819-1861)       | Albert van Saksen-Coburg en Gotha (1819-1861)       | Victoria van het Verenigd Koninkrijk (1819-1901)    | Victoria van het Verenigd Koninkrijk (1819-1901)    | Victoria van het Verenigd Koninkrijk (1819-1901)    | Victoria van het Verenigd Koninkrijk (1819-1901)    | Victoria van het Verenigd Koninkrijk (1819-1901) | Victoria van het Verenigd Koninkrijk (1819-1901) |                                                   |                                                   | Christiaan IX van Denemarken (1818-1906)          | Christiaan IX van Denemarken (1818-1906)          | Christiaan IX van Denemarken (1818-1906)          | Christiaan IX van Denemarken (1818-1906)          | Christiaan IX van Denemarken (1818-1906) | Christiaan IX van Denemarken (1818-1906) | Louise van Hessen-Kassel (1817-1898) | Louise van Hessen-Kassel (1817-1898) | Louise van Hessen-Kassel (1817-1898) | Louise van Hessen-Kassel (1817-1898) | Louise van Hessen-Kassel (1817-1898) | Louise van Hessen-Kassel (1817-1898) |  |  | Alexander van Württemberg (1804-1885) | Alexander van Württemberg (1804-1885) | Alexander van Württemberg (1804-1885) | Alexander van Württemberg (1804-1885) | Alexander van Württemberg (1804-1885) | Alexander van Württemberg (1804-1885) | Claudine Rhédey van Kis-Rhéde (1812-1841) | Claudine Rhédey van Kis-Rhéde (1812-1841) | Claudine Rhédey van Kis-Rhéde (1812-1841) | Claudine Rhédey van Kis-Rhéde (1812-1841) | Claudine Rhédey van Kis-Rhéde (1812-1841) | Claudine Rhédey van Kis-Rhéde (1812-1841) |                             |                             | Adolf van Cambridge (1774-1750) | Adolf van Cambridge (1774-1750) | Adolf van Cambridge (1774-1750)          | Adolf van Cambridge (1774-1750)          | Adolf van Cambridge (1774-1750)          | Adolf van Cambridge (1774-1750)          | Augusta van Hessen-Kassel (1797-1889)    | Augusta van Hessen-Kassel (1797-1889)    | Augusta van Hessen-Kassel (1797-1889) | Augusta van Hessen-Kassel (1797-1889) | Augusta van Hessen-Kassel (1797-1889) | Augusta van Hessen-Kassel (1797-1889) |  |  |  |  |  |  |  |  |  |  |  |  |  |  |  |  |  |  |  |  |  |  |  |  |  |  |  |  |  |  |  |  |  |  |  |  |  |  |  |  |  |  |  |  |  |  |  |  |
|                                               |                                               |                                               |                                               |                                                     |                                                     |                                                     |                                                     |                                                     |                                                     |                                                  |                                                  |                                                   |                                                   |                                                   |                                                   |                                                   |                                                   |                                          |                                          |                                      |                                      |                                      |                                      |                                      |                                      |  |  |                                       |                                       |                                       |                                       |                                       |                                       |                                           |                                           |                                           |                                           |                                           |                                           |                             |                             |                                 |                                 |                                          |                                          |                                          |                                          |                                          |                                          |                                       |                                       |                                       |                                       |  |  |  |  |  |  |  |  |  |  |  |  |  |  |  |  |  |  |  |  |  |  |  |  |  |  |  |  |  |  |  |  |  |  |  |  |  |  |  |  |  |  |  |  |  |  |  |  |
|                                               |                                               |                                               |                                               | Edward VII van het Verenigd Koninkrijk (1841-1910)  | Edward VII van het Verenigd Koninkrijk (1841-1910)  | Edward VII van het Verenigd Koninkrijk (1841-1910)  | Edward VII van het Verenigd Koninkrijk (1841-1910)  | Edward VII van het Verenigd Koninkrijk (1841-1910)  | Edward VII van het Verenigd Koninkrijk (1841-1910)  |                                                  |                                                  |                                                   |                                                   |                                                   |                                                   | Alexandra van Denemarken (1844-1925)              | Alexandra van Denemarken (1844-1925)              | Alexandra van Denemarken (1844-1925)     | Alexandra van Denemarken (1844-1925)     | Alexandra van Denemarken (1844-1925) | Alexandra van Denemarken (1844-1925) |                                      |                                      |                                      |                                      |  |  |                                       |                                       |                                       |                                       | Frans van Teck (1837-1900)            | Frans van Teck (1837-1900)            | Frans van Teck (1837-1900)                | Frans van Teck (1837-1900)                | Frans van Teck (1837-1900)                | Frans van Teck (1837-1900)                |                                           |                                           |                             |                             |                                 |                                 | Maria Adelheid van Cambridge (1833-1897) | Maria Adelheid van Cambridge (1833-1897) | Maria Adelheid van Cambridge (1833-1897) | Maria Adelheid van Cambridge (1833-1897) | Maria Adelheid van Cambridge (1833-1897) | Maria Adelheid van Cambridge (1833-1897) |                                       |                                       |                                       |                                       |  |  |  |  |  |  |  |  |  |  |  |  |  |  |  |  |  |  |  |  |  |  |  |  |  |  |  |  |  |  |  |  |  |  |  |  |  |  |  |  |  |  |  |  |  |  |  |  |
|                                               |                                               |                                               |                                               | Edward VII van het Verenigd Koninkrijk (1841-1910)  | Edward VII van het Verenigd Koninkrijk (1841-1910)  | Edward VII van het Verenigd Koninkrijk (1841-1910)  | Edward VII van het Verenigd Koninkrijk (1841-1910)  | Edward VII van het Verenigd Koninkrijk (1841-1910)  | Edward VII van het Verenigd Koninkrijk (1841-1910)  |                                                  |                                                  |                                                   |                                                   |                                                   |                                                   | Alexandra van Denemarken (1844-1925)              | Alexandra van Denemarken (1844-1925)              | Alexandra van Denemarken (1844-1925)     | Alexandra van Denemarken (1844-1925)     | Alexandra van Denemarken (1844-1925) | Alexandra van Denemarken (1844-1925) |                                      |                                      |                                      |                                      |  |  |                                       |                                       |                                       |                                       | Frans van Teck (1837-1900)            | Frans van Teck (1837-1900)            | Frans van Teck (1837-1900)                | Frans van Teck (1837-1900)                | Frans van Teck (1837-1900)                | Frans van Teck (1837-1900)                |                                           |                                           |                             |                             |                                 |                                 | Maria Adelheid van Cambridge (1833-1897) | Maria Adelheid van Cambridge (1833-1897) | Maria Adelheid van Cambridge (1833-1897) | Maria Adelheid van Cambridge (1833-1897) | Maria Adelheid van Cambridge (1833-1897) | Maria Adelheid van Cambridge (1833-1897) |                                       |                                       |                                       |                                       |  |  |  |  |  |  |  |  |  |  |  |  |  |  |  |  |  |  |  |  |  |  |  |  |  |  |  |  |  |  |  |  |  |  |  |  |  |  |  |  |  |  |  |  |  |  |  |  |
|                                               |                                               |                                               |                                               |                                                     |                                                     |                                                     |                                                     |                                                     |                                                     | George V van het Verenigd Koninkrijk (1865-1936) | George V van het Verenigd Koninkrijk (1865-1936) | George V van het Verenigd Koninkrijk (1865-1936)  | George V van het Verenigd Koninkrijk (1865-1936)  | George V van het Verenigd Koninkrijk (1865-1936)  | George V van het Verenigd Koninkrijk (1865-1936)  |                                                   |                                                   |                                          |                                          |                                      |                                      |                                      |                                      |                                      |                                      |  |  |                                       |                                       |                                       |                                       |                                       |                                       |                                           |                                           |                                           |                                           | Mary van Teck (1867-1953)                 | Mary van Teck (1867-1953)                 | Mary van Teck (1867-1953)   | Mary van Teck (1867-1953)   | Mary van Teck (1867-1953)       | Mary van Teck (1867-1953)       |                                          |                                          |                                          |                                          |                                          |                                          |                                       |                                       |                                       |                                       |  |  |  |  |  |  |  |  |  |  |  |  |  |  |  |  |  |  |  |  |  |  |  |  |  |  |  |  |  |  |  |  |  |  |  |  |  |  |  |  |  |  |  |  |  |  |  |  |
|                                               |                                               |                                               |                                               |                                                     |                                                     |                                                     |                                                     |                                                     |                                                     | George V van het Verenigd Koninkrijk (1865-1936) | George V van het Verenigd Koninkrijk (1865-1936) | George V van het Verenigd Koninkrijk (1865-1936)  | George V van het Verenigd Koninkrijk (1865-1936)  | George V van het Verenigd Koninkrijk (1865-1936)  | George V van het Verenigd Koninkrijk (1865-1936)  |                                                   |                                                   |                                          |                                          |                                      |                                      |                                      |                                      |                                      |                                      |  |  |                                       |                                       |                                       |                                       |                                       |                                       |                                           |                                           |                                           |                                           | Mary van Teck (1867-1953)                 | Mary van Teck (1867-1953)                 | Mary van Teck (1867-1953)   | Mary van Teck (1867-1953)   | Mary van Teck (1867-1953)       | Mary van Teck (1867-1953)       |                                          |                                          |                                          |                                          |                                          |                                          |                                       |                                       |                                       |                                       |  |  |  |  |  |  |  |  |  |  |  |  |  |  |  |  |  |  |  |  |  |  |  |  |  |  |  |  |  |  |  |  |  |  |  |  |  |  |  |  |  |  |  |  |  |  |  |  |
|                                               |                                               |                                               |                                               |                                                     |                                                     |                                                     |                                                     |                                                     |                                                     |                                                  |                                                  |                                                   |                                                   |                                                   |                                                   |                                                   |                                                   |                                          |                                          |                                      |                                      |                                      |                                      |                                      |                                      |  |  |                                       |                                       |                                       |                                       |                                       |                                       |                                           |                                           |                                           |                                           |                                           |                                           |                             |                             |                                 |                                 |                                          |                                          |                                          |                                          |                                          |                                          |                                       |                                       |                                       |                                       |  |  |  |  |  |  |  |  |  |  |  |  |  |  |  |  |  |  |  |  |  |  |  |  |  |  |  |  |  |  |  |  |  |  |  |  |  |  |  |  |  |  |  |  |  |  |  |  |
|                                               |                                               |                                               |                                               |                                                     |                                                     |                                                     |                                                     |                                                     |                                                     |                                                  |                                                  |                                                   |                                                   |                                                   |                                                   |                                                   |                                                   |                                          |                                          |                                      |                                      |                                      |                                      |                                      |                                      |  |  |                                       |                                       |                                       |                                       |                                       |                                       |                                           |                                           |                                           |                                           |                                           |                                           |                             |                             |                                 |                                 |                                          |                                          |                                          |                                          |                                          |                                          |                                       |                                       |                                       |                                       |  |  |  |  |  |  |  |  |  |  |  |  |  |  |  |  |  |  |  |  |  |  |  |  |  |  |  |  |  |  |  |  |  |  |  |  |  |  |  |  |  |  |  |  |  |  |  |  |
|                                               |                                               |                                               |                                               | Edward VIII van het Verenigd Koninkrijk (1894-1972) | Edward VIII van het Verenigd Koninkrijk (1894-1972) | Edward VIII van het Verenigd Koninkrijk (1894-1972) | Edward VIII van het Verenigd Koninkrijk (1894-1972) | Edward VIII van het Verenigd Koninkrijk (1894-1972) | Edward VIII van het Verenigd Koninkrijk (1894-1972) |                                                  |                                                  | George VI van het Verenigd Koninkrijk (1895-1952) | George VI van het Verenigd Koninkrijk (1895-1952) | George VI van het Verenigd Koninkrijk (1895-1952) | George VI van het Verenigd Koninkrijk (1895-1952) | George VI van het Verenigd Koninkrijk (1895-1952) | George VI van het Verenigd Koninkrijk (1895-1952) |                                          |                                          | Mary Windsor (1897-1965)             | Mary Windsor (1897-1965)             | Mary Windsor (1897-1965)             | Mary Windsor (1897-1965)             | Mary Windsor (1897-1965)             | Mary Windsor (1897-1965)             |  |  | Hendrik van Gloucester (1900-1974)    | Hendrik van Gloucester (1900-1974)    | Hendrik van Gloucester (1900-1974)    | Hendrik van Gloucester (1900-1974)    | Hendrik van Gloucester (1900-1974)    | Hendrik van Gloucester (1900-1974)    |                                           |                                           | George van Kent (1902-1942)               | George van Kent (1902-1942)               | George van Kent (1902-1942)               | George van Kent (1902-1942)               | George van Kent (1902-1942) | George van Kent (1902-1942) |                                 |                                 | John Windsor (1905-1919)                 | John Windsor (1905-1919)                 | John Windsor (1905-1919)                 | John Windsor (1905-1919)                 | John Windsor (1905-1919)                 | John Windsor (1905-1919)                 |                                       |                                       |                                       |                                       |  |  |  |  |  |  |  |  |  |  |  |  |  |  |  |  |  |  |  |  |  |  |  |  |  |  |  |  |  |  |  |  |  |  |  |  |  |  |  |  |  |  |  |  |  |  |  |  |